# 普图伊

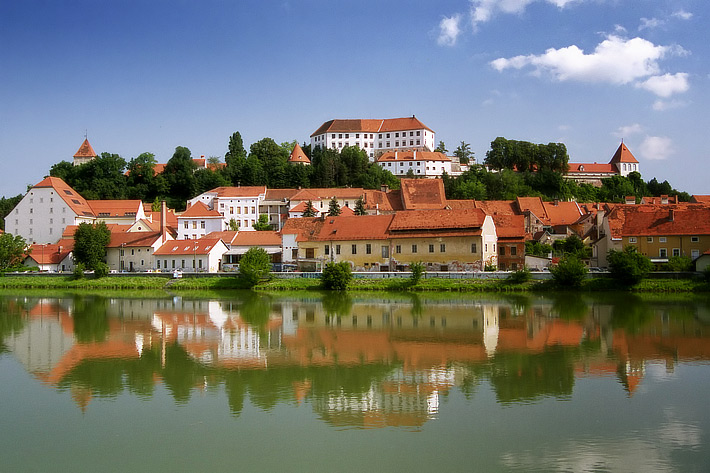
普图伊

普图伊是斯洛文尼亚东北部普圖伊城市市鎮内的城市及其行政中心。2020年人口17,959人。

## 历史
普图伊是斯洛文尼亚历史最悠久的城市。石器时代该地即有居民居住。在铁器时代晚期，该地为凯尔特人地。公元前1世纪，该地为罗马帝国属地。1555年，成为施蒂里亚公国的领地。

## 友好城市
- 法國 卢瓦尔河畔圣西尔